# 栅纹眶棘鲈
栅纹眶棘鲈（学名：Scolopsis cancellatus）为金线鱼科眶棘鲈属的一种鱼类。种加词 cancellatus 意为“有格子纹的”。分布于印度洋的印度沿岸至太平洋夏威夷和向北到琉球群岛以及西沙群岛、南沙群岛等，一般生活于热带珊瑚礁间。